# Etmopterus princeps
Etmopterus princeps és una espècie de peix de la família dels dalàtids i de l'ordre dels esqualiforms.

## Morfologia
- Els mascles poden assolir 75 cm de longitud total.[1][2]

## Reproducció
És ovovivípar.

## Hàbitat
És un peix marí d'aigües profundes que viu entre 300–2213 m de fondària.

## Distribució geogràfica
Es troba a l'Atlàntic nord-occidental (des de Nova Escòcia -Canadà- fins a Nova Jersey -Estats Units-) i a l'Atlàntic nord-oriental (des del sud d'Islàndia fins a les illes Fèroe, les Hèbrides, el Canal de la Mànega, la Mar Cantàbrica, Gibraltar i Mauritània).